# سيفاس ماليلي
سيفاس ماليلي (8 يناير 1994 في أنغولا - ) هو لاعب كرة قدم سويسري في مركز الهجوم. شارك مع منتخب سويسرا تحت 16 سنة لكرة القدم ‏ ومنتخب سويسرا تحت 17 سنة لكرة القدم ومنتخب سويسرا تحت 18 سنة لكرة القدم ومنتخب سويسرا تحت 19 سنة لكرة القدم. أما مع النوادي، فقد لعب مع أتليتيكو كلوب دي برتغال ونادي باليرمو ونادي زيورخ ونادي طرابنش 1905 ‏ ونادي فيرتوس إينتيلا ونادي الطائي السعودي.

## وصلات خارجية
- سيفاس ماليلي على موقع قاعدة بيانات كرة القدم.إي يو (الإنجليزية)
- سيفاس ماليلي على موقع Soccerway.com (الإنجليزية)
- سيفاس ماليلي على موقع AS.com (الإسبانية)